# 邁爾山
54°49′S 36°2′W / 54.817°S 36.033°W
邁爾山（英語：Mount Mair），是南極洲的山峰，位於南喬治亞群島，處於勃蘭特灣和拉森港之間，海拔高度780米，由英國南極名稱諮詢委員會命名，由英國海外領土管轄。